# Eavesdropping
Eavesdropping, término inglés que traducido al español significa escuchar secretamente, es el acto de escuchar en secreto o sigilosamente conversaciones privadas o comunicaciones de otros sin su consentimiento. La práctica es ampliamente considerada como poco ética, y en muchas jurisdicciones es ilegal. Por otro lado, esta práctica se ha utilizado tradicionalmente en ámbitos relacionados con la seguridad, como escuchar llamadas telefónicas.

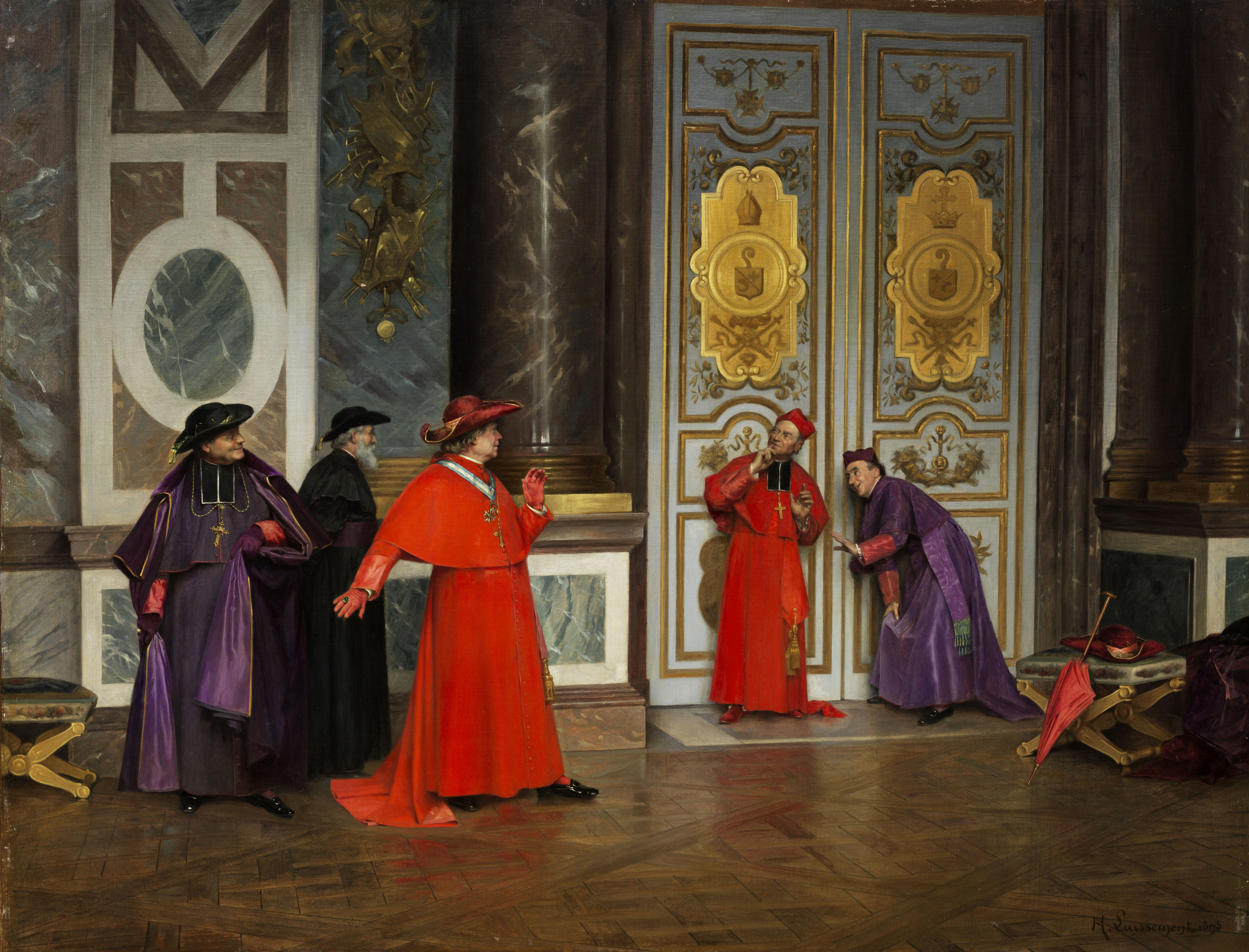
Cardenales católicos escuchando secretamente en el Vaticano. Una pintura por Henri Adolphe Laissement, 1895

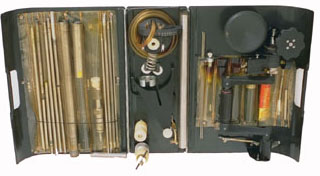
"Belly-buster" un taladro manual, usado durante los 1950s y principios de los 1960s para perforar tabiques para instalar dispositivos de escucha

Se ha convertido en parte de la jerga habitual en criptografía.

## Técnicas
Los vectores de eavesdropping incluyen líneas telefónicas, telefonía celular, correo electrónico y otras formas de mensajería instantánea. Las comunicaciones por software VoIP también son vulnerables a eavesdropping electrónico a través de infecciones como troyanos.

## Ataques de red
El eavesdropping de red es un ataque de capa de red que se enfoca en capturar pequeños paquetes de la red transmitidos por otros computadores y leer el contenido de datos en la búsqueda de cualquier tipo de información. Este tipo de ataque de red es normalmente muy efectivo cuando no hay uso de encriptación. También se asocia a la recolección de metadatos. Los que ejecutan este tipo de ataques en general son hackers de sombrero negro; sin embargo, agencias gubernamentales, como la NSA, también lo han usado.
Los investigadores han expresado la importancia de abordar los problemas de privacidad derivados de los ataques de escucha porque afectan los derechos de los usuarios y la capacidad de tener confianza en los dispositivos, así como en Internet en su conjunto. Garantizar que los usuarios tengan confianza en sus actividades en Internet para que sigan participando activamente en el sistema y compartiendo datos.